# الاتحاد الرياضي البجعدي
الاتحاد الرياضي البجعدي، المعروف اختصارًا بـ USB أو اتحاد أبي الجعد، هو نادٍ مغربي لكرة القدم تأسس سنة 1946 بمدينة أبي الجعد التابعة لإقليم خريبكة. ظل الفريق يُنافس لسنوات في أقسام الهواة، قبل أن يحقق إنجازًا تاريخيًا خلال موسم 2024–2025، بصعوده لأول مرة إلى القسم الوطني الثاني الاحترافي، عقب فوزه الحاسم على نادي يوسفية برشيد.
يتخذ الفريق من اللونين الأخضر والأبيض ألوانًا رسمية له، ويُجري مبارياته على أرضية ملعب عبد الغني المنصوري. ويُعد النادي هذا الموسم الممثل الوحيد لإقليم خريبكة في البطولة الوطنية الاحترافية الثانية، بعد نزول كل من نادي سريع وادي زم وأولمبيك خريبكة إلى أقسام الهواة.
من بين اللاعبين المعروفين الذين مرّوا بالفريق الدولي المغربي عبد الإله حافيظي, مما يضفي على النادي شهرة إضافية.
يمثل هذا الصعود خطوة مفصلية في تاريخ النادي، وفرصة حقيقية لتثبيت مكانته ضمن الأندية المحترفة في المغرب.

## الإنجازات

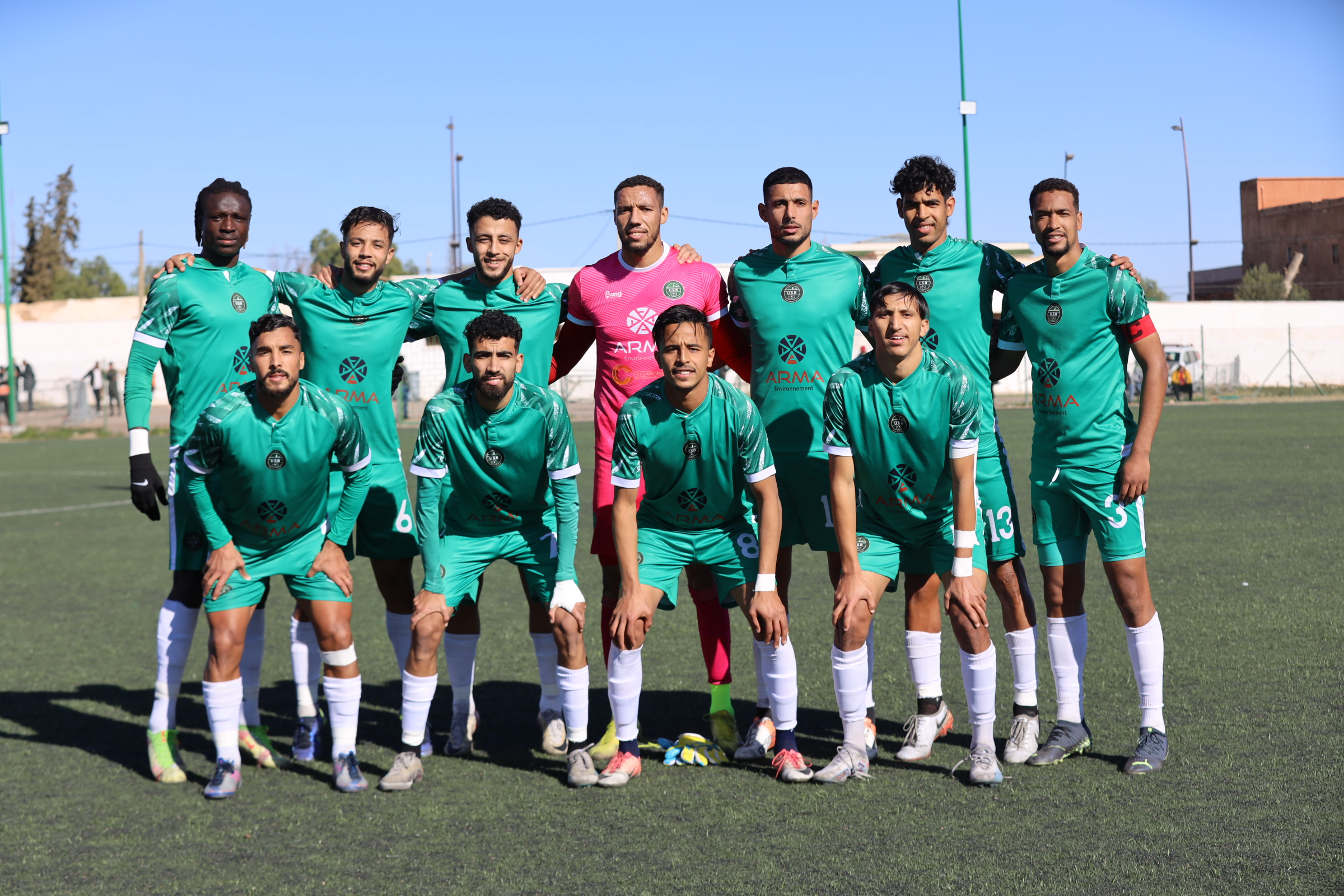
فريق الاتحاد الرياضي البجعدي لموسم 2024–2025

- صعود إلى البطولة الوطنية الدرجة الثانية في موسم 2024-2025 [1]
- لقب بطل الهواة موسم 2023/2024 [1]

## اللاعبين البارزين
- عبد الإله حفيظي لاعب دولي سابق بدأ مسيرته في النادي.

## شعار الفريق على ويكيميديا كومنز
.

## التاريخ
تأسس النادي سنة 1946 تحت اسم الوردة البجعدية، مستوحى من فيلم الوردة البيضاء للفنان محمد عبد الوهاب، وكان رمزًا ثقافيًا ووطنيًا في فترة الاستعمار الفرنسي، يعكس الوعي الوطني لأهالي مدينة أبي الجعد.
في سنة 1953، تغير اسمه إلى B.A.C (Boujaad Athletic Club) بعد انضمامه إلى الجامعة الفرنسية لكرة القدم، خلال الفترة من 1953 إلى 1956، حيث كان يمارس نشاطه الرياضي تحت لواء الحماية الفرنسية على المغرب.

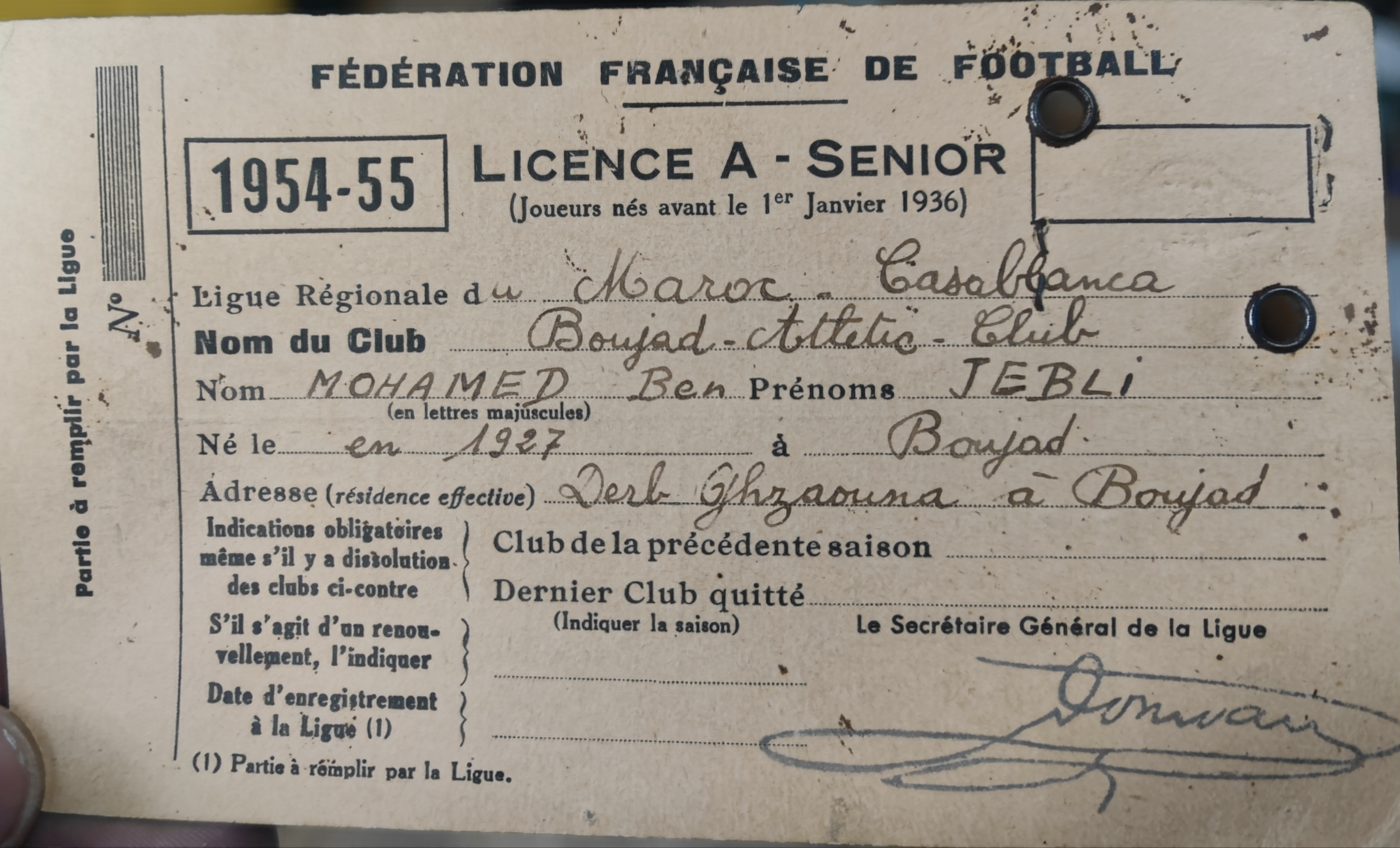
وثيقة ترخيص لاعب من فريق BAC سنة 1954 تحت لواء الجامعة الفرنسية

غير أن الاسم الفرنسي "B.A.C" لم يكن محل ترحيب من قبل النخب المحلية والفاعلين الوطنيين في المدينة، خصوصًا مع تصاعد الوعي الوطني وظهور بوادر مقاومة الاستعمار. وبعد عودة محمد الخامس بن يوسف من المنفى واستقلال المغرب سنة 1956، تقرر تغيير اسم النادي إلى النهضة البجعدية، تعبيرًا عن الانتماء الوطني الجديد ورفضًا للمرجعية الاستعمارية. ويُعد بذلك أول نادي مغربي يتبنى اسم "النهضة"، في انسجام مع مرحلة بناء الدولة المغربية الحديثة.
وفي موسم 1982، تم دمج فريق الفتح البجعدي مع النهضة البجعدية، ليشكلا الكيان الحالي تحت اسم الاتحاد الرياضي البجعدي، الذي يُعد الممثل الرسمي لكرة القدم بمدينة أبي الجعد حتى اليوم.

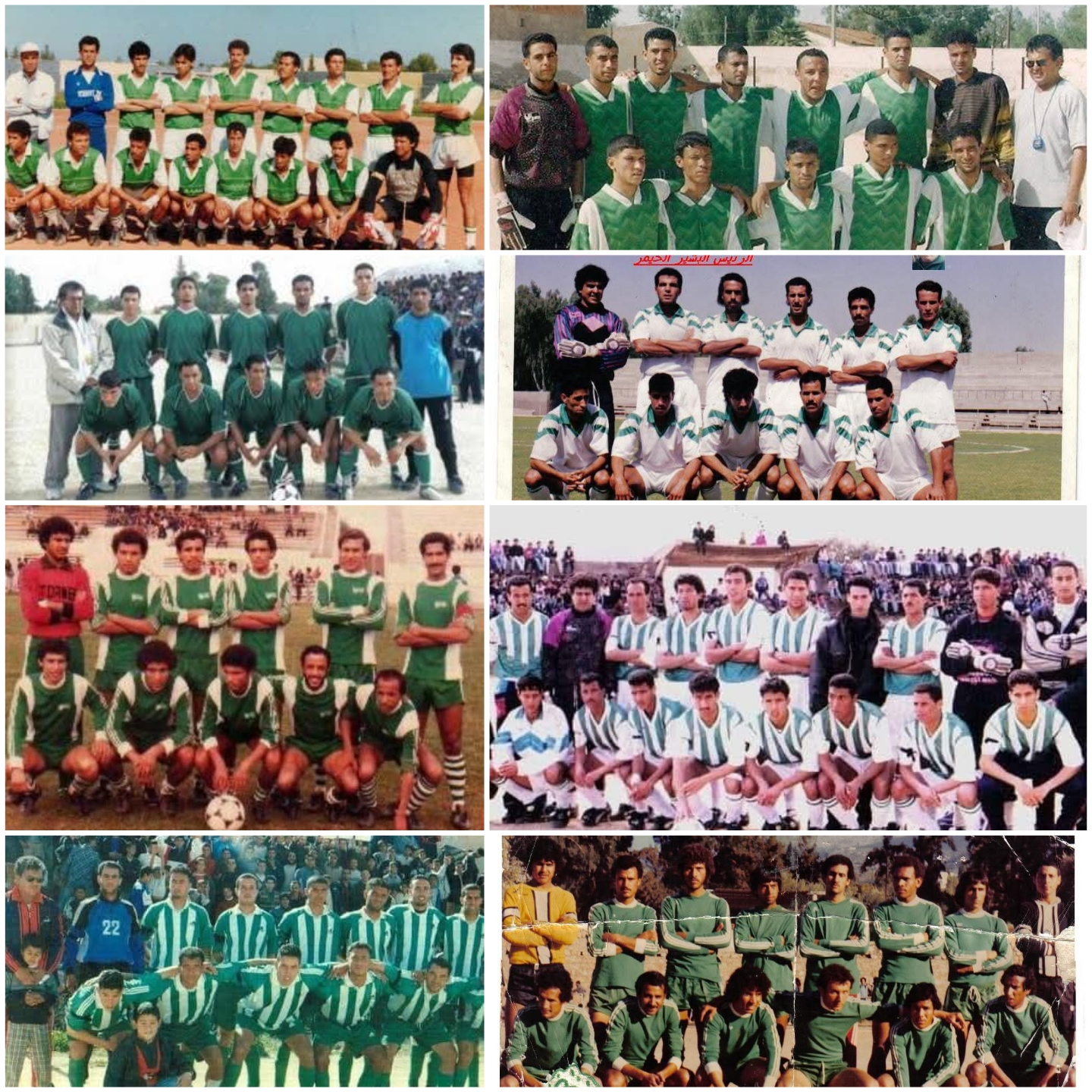
This is a collage image containing several photos of the US Bejaad Sports Union team taken from a painting displayed in the club’s museum, personally photographed by the uploader.

## القسم الوطني الثاني
في موسم 2024–2025، حقق الاتحاد الرياضي البجعدي إنجازًا تاريخيًا بالصعود إلى الدوري المغربي لكرة القدم القسم الثاني
]] بعد التفوق على نادي يوسفية برشيد في مباراة السد. شهدت المباراة حضورًا جماهيريًا لافتًا واهتمامًا إعلاميًا كبيرًا، واعتُبر هذا الإنجاز تتويجًا لمسار طويل من العمل والتضحيات.

## الإدارة الفنية
- رئيس النادي: نور الدين الحساك
- مدرب الفريق: سعيد درداك

```
[
4
]
```

## الشعار
tps://commons.wikimedia.org/wiki/File:Logousb_25-05-20_16-04-15-359.png

## مبيان تحولات شعارات الاتحاد الرياضي البجعدي (1946–1982)

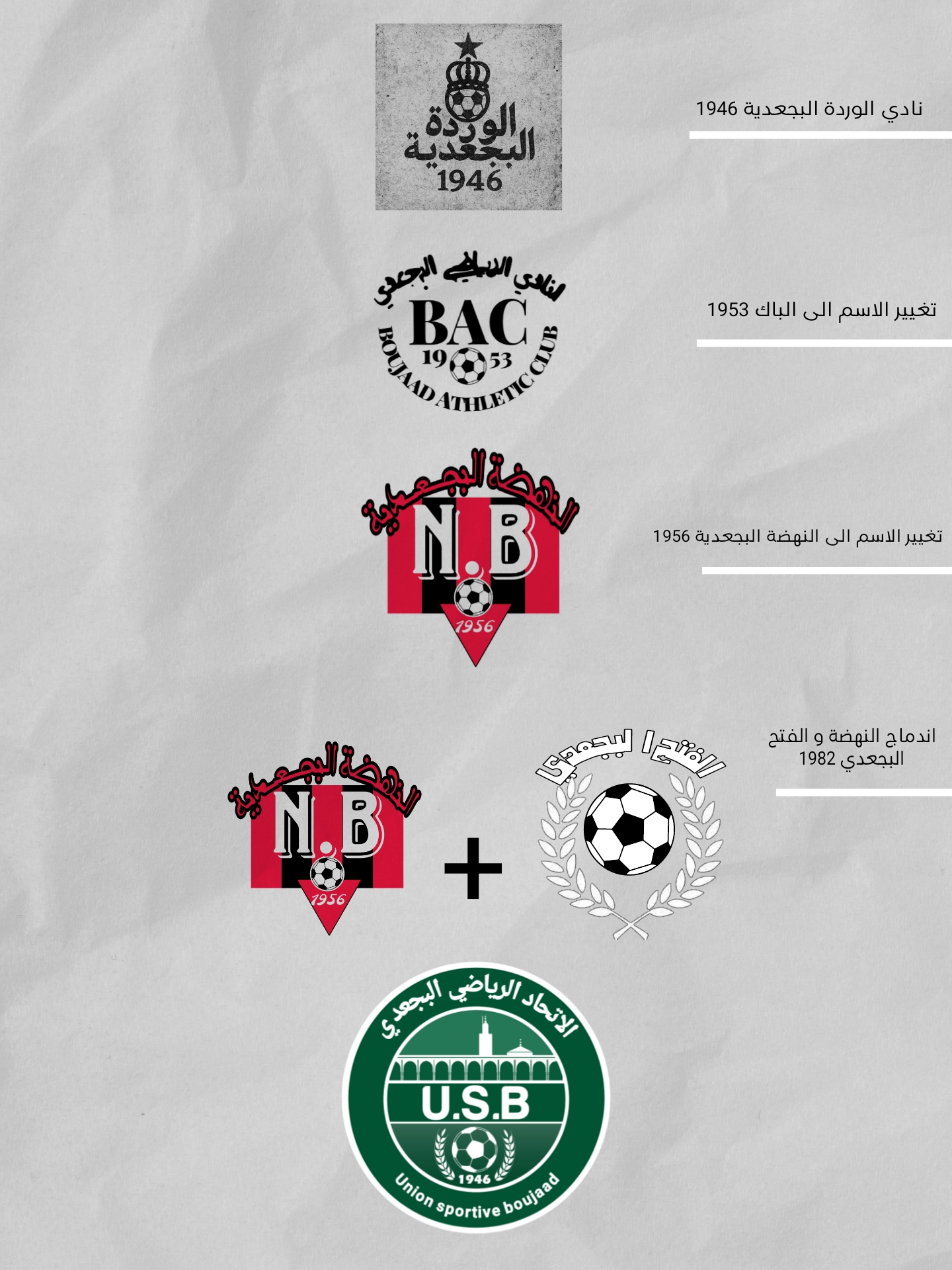
مبيان تحولات شعارات الاتحاد الرياضي البجعدي من 1946 إلى 1982

يُظهر هذا المبيان التطور التاريخي لشعارات النادي الرياضي البجعدي عبر العقود، بدءًا من تأسيسه تحت اسم الوردة البجعدية عام 1946، مرورًا بتحولات الاسم والهوية البصرية إلى أن أصبح الاتحاد الرياضي البجعدي عام 1982.
| السنة | الاسم القديم            | الشعار | الملاحظات                                                       |
| ----- | ----------------------- | ------ | --------------------------------------------------------------- |
| 1946  | الوردة البجعدية         | 🌹     | الشعار الأصلي الأول للنادي، مستوحى من رموز محلية تقليدية.       |
| 1953  | النادي الرياضي البجعدي  | ⚽     | شهد النادي تغيرًا في الاسم والشعار ليعكس التطور الرياضي.         |
| 1956  | النهضة البجعدية         | 🔄     | شعار يعبر عن النهضة والتجديد في هوية النادي.                    |
| 1982  | الاتحاد الرياضي البجعدي | 🟢     | نتيجة اندماج وتحول إداري، الشعار يمثل دائرة موحدة تعكس الاندماج |

### رموز ونقوش المبيان
- 🌹 الوردة: ترمز للأصل والهوية المحلية للنادي في بداياته.
- ⚽ الكرة: تعكس النشاط الرياضي الأساسي، كرة القدم، التي ينشط فيها النادي.
- 🔄 السهم الدائري: يرمز إلى التجديد والتطور المستمر في هوية النادي.
- 🟢 دائرة : تمثل الاتحاد و الاندماج في عام 1982، بداية عهد جديد للنادي.